# The Sea Squawk
The Sea Squawk è un cortometraggio statunitense del 1925, diretto da Harry Edwards, con Harry Langdon.

## Trama
Sandy McNickel è uno scozzese che sta emigrando negli Stati Uniti, e si trova a bordo di una nave, sulla quale il noto ladro di gioielli Blackie Dawson e la sua complice Pearl compiono il furto di un preziosissimo rubino.
Saputo che sulla nave si trova anche un investigatore che è meticolosamente sulle tracce del gioiello rubato, Blackie non trova di meglio che farlo ingoiare a Sandy.
Sandy, in seguito, cerca di sfuggire ai due malviventi travestendosi da donna, ma non riesce a lungo nel suo intento. Dopo svariati inseguimenti, quando l'investigatore riesce a catturare i ladri, si scopre che quello ingoiato da Sandy non era il vero gioiello.